# 吉松中継局
吉松中継局（よしまつちゅうけいきょく）は、鹿児島県姶良郡湧水町川西にあるテレビ放送の中継局。鹿児島県を放送対象地域とする放送局が設置している。
「吉松」は中継局設置時の自治体名である吉松町から。宮崎県との県境に近いことから、湧水町に隣接する宮崎県えびの市でも受信される。
地上デジタル放送の中継局は2008年11月4日に開局した。
2008年8月29日、九州総合通信局より吉松中継局に地上デジタルテレビジョン放送の予備免許が付与された。
なお、本項では同じ湧水町にある、栗野木場中継局（くりのこばちゅうけいきょく）についても記載する。

## チャンネル

### 地上デジタルテレビジョン放送
| ID | 放送局名             | 物理 チャンネル | 空中線 電力 | ERP   | 放送対象地域 | 放送区域 内世帯数 | 偏波面   |
| -- | -------------------- | --------------- | ----------- | ----- | ------------ | ----------------- | -------- |
| 1  | MBC 南日本放送       | 27              | 100mW       | 1.29W | 鹿児島県     | 1,403世帯         | 水平偏波 |
| 2  | NHK 鹿児島教育       | 43              | 100mW       | 1.1W  | 全国         | 1,403世帯         | 水平偏波 |
| 3  | NHK 鹿児島総合       | 45              | 100mW       | 1.05W | 鹿児島県     | 1,403世帯         | 水平偏波 |
| 4  | KYT 鹿児島讀賣テレビ | 18              | 100mW       | 1.23W | 鹿児島県     | 1,403世帯         | 水平偏波 |
| 5  | KKB 鹿児島放送       | 17              | 100mW       | 1.25W | 鹿児島県     | 1,403世帯         | 水平偏波 |
| 8  | KTS 鹿児島テレビ放送 | 23              | 100mW       | 1.29W | 鹿児島県     | 1,403世帯         | 水平偏波 |

- 所在地： 鹿児島県姶良郡湧水町般若寺字魚野
- 地上デジタルテレビジョン放送は2008年（平成20年）11月4日から全局本放送中。
- 試験放送は2008年（平成20年）9月29日から11月3日まで全局実施していたが、終了した。
- 主な受信地域：鹿児島県姶良郡湧水町の一部

### 地上アナログテレビジョン放送
| チャンネル | 放送局名             | 空中線 電力       | ERP                 | 放送対象地域 | 放送区域 内世帯数 | 偏波面   |
| ---------- | -------------------- | ----------------- | ------------------- | ------------ | ----------------- | -------- |
| 49         | KYT 鹿児島讀賣テレビ | 映像1W /音声250mW | 映像14.5W /音声3.6W | 鹿児島県     | 不明              | 水平偏波 |
| 51         | MBC 南日本放送       | 映像1W /音声250mW | 映像14.5W /音声3.6W | 鹿児島県     | 不明              | 水平偏波 |
| 53         | NHK 鹿児島教育       | 映像1W /音声250mW | 映像14.5W /音声3.5W | 全国         | 不明              | 水平偏波 |
| 55         | NHK 鹿児島総合       | 映像1W /音声250mW | 映像14.5W /音声3.5W | 鹿児島県     | 不明              | 水平偏波 |
| 59         | KTS 鹿児島テレビ放送 | 映像1W /音声250mW | 映像14.5W /音声3.6W | 鹿児島県     | 不明              | 水平偏波 |
| 61         | KKB 鹿児島放送       | 映像1W /音声250mW | 映像14.5W /音声3.6W | 鹿児島県     | 不明              | 水平偏波 |

- 所在地： 鹿児島県姶良郡湧水町般若寺字魚野
- 2011年(平成23年)７月24日に地上アナログ放送が終了するのに伴い、地上アナログ放送の吉松中継局はすべて廃止(閉局)となった。

## 栗野木場中継局
| チャンネル | 放送局名             | 空中線 電力         | ERP                  | 放送対象地域 | 放送区域 内世帯数 | 偏波面   |
| ---------- | -------------------- | ------------------- | -------------------- | ------------ | ----------------- | -------- |
| 49         | NHK 鹿児島教育       | 映像100mW /音声25mW | 映像600mW /音声150mW | 全国         | 不明              | 水平偏波 |
| 51         | NHK 鹿児島総合       | 映像100mW /音声25mW | 映像600mW /音声150mW | 鹿児島県     | 不明              | 水平偏波 |
| 53         | MBC 南日本放送       | 映像100mW /音声25mW | 映像600mW /音声150mW | 鹿児島県     | 不明              | 水平偏波 |
| 55         | KTS 鹿児島テレビ放送 | 映像100mW /音声25mW | 映像600mW /音声150mW | 鹿児島県     | 不明              | 水平偏波 |
| 59         | KKB 鹿児島放送       | 映像100mW /音声25mW | 映像600mW /音声150mW | 鹿児島県     | 不明              | 水平偏波 |
| 61         | KYT 鹿児島讀賣テレビ | 映像100mW /音声25mW | 映像600mW /音声150mW | 鹿児島県     | 不明              | 水平偏波 |

- 所在地： 鹿児島県姶良郡湧水町木場字西下場222（湧水町役場屋上）
- 2011年(平成23年)７月24日に地上アナログ放送が終了するのに伴い、地上アナログ放送の栗野木場中継局はすべて廃止(閉局)となった。
- 地上デジタル放送の栗野木場中継局は、吉松中継局や大口中継局(伊佐市)でカバーできるため、置局不要となった。